# Jeroen Sanders
Jeroen Sanders (Doetinchem, 21 juli 1985) is een Nederlands voetbalscheidsrechter die sinds 2010 wedstrijden in de Eredivisie leidde. Hij floot sinds 2007 reeds in het betaald voetbal. Hij maakte zijn debuut op 20 april 2007, toen hij optrad als leidsman in het duel FC Omniworld–HFC Haarlem (2-0) in de eerste divisie. Sanders was daarmee met 21 jaar en 273 dagen lang de jongst debuterende scheidsrechter in het Nederlandse betaaldvoetbal. Op 13 oktober 2017 werd dit record verbroken door Stan Teuben.
Sanders kreeg in de zomer van 2015 te horen dat zijn junior-contract niet werd verlengd. Daarom heeft hij de switch gemaakt om te gaan vlaggen en is hij daardoor vanaf seizoen 2015/2016 actief als junior-assistent-scheidsrechter. Sanders was voorheen werkzaam als docent lichamelijke opvoeding, maar combineert het scheidsrechtersvak thans met een maatschappelijke baan bij DZC '68 in Doetinchem.
Sanders kwam in 2009 'uit de kast'. Eerder deden de scheidsrechters John Blankenstein en Ignace van Swieten dit al. Daarnaast had hij een kleine bijrol in de televisieverfilming van Koen Kampioen in 2012. Hierin leidde hij een wedstrijd.